# Ladonia (Texas)
Ladonia is een plaats (town) in de Amerikaanse staat Texas, en valt bestuurlijk gezien onder Fannin County.

## Demografie
Bij de volkstelling in 2000 werd het aantal inwoners vastgesteld op 667.
In 2006 is het aantal inwoners door het United States Census Bureau geschat op 701, een stijging van 34 (5,1%).

## Geografie
Volgens het United States Census Bureau beslaat de plaats een oppervlakte van
4,8 km², geheel bestaande uit land. Ladonia ligt op ongeveer 191 m boven zeeniveau.

## Plaatsen in de nabije omgeving
De onderstaande figuur toont nabijgelegen plaatsen in een straal van 20 km rond Ladonia.